# Albert Dauzat

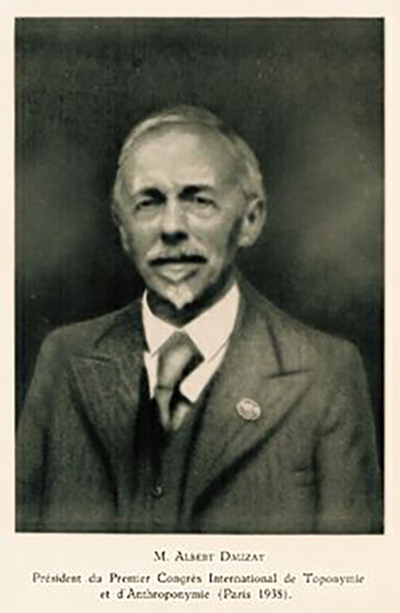
Albert Dauzat

Albert Dauzat (* 4. Juli 1877 in Guéret, Département Creuse; † 31. Oktober 1955 in Algier) war ein französischer Linguist und Romanist.

## Leben und Werk
Dauzat war Schüler in Auxerre und Chartres und studierte in Paris. 1896 schloss er die Licence ès Lettres, 1899 wurde er als Jurist promoviert. Er studierte weiter an der École pratique des hautes études (EPHE), wo er zum Dialekt von Vinzelles in der Auvergne forschte. Mit der Thèse Essai de méthodologie linguistique dans le domaine des langues et des patois romans erhielt er 1906 schließlich in Paris das Doctorat ès lettres. Ab 1910 lehrte Dauzat als Vertreter von Paul Passy am Lehrstuhl für allgemeine und vergleichende Phonetik der EPHE, 1913 wurde er zum Dozenten ernannt. 
1921 wurde er als Directeur d’études auf den neugeschaffenen Lehrstuhl für Neuere Entwicklung der Französischen Sprache in der historisch-philologischen Sektion der EPHE berufen. 1935 gründete er die Zeitschrift Le Français Moderne, 1943 die Zeitschrift Onomastica (von 1947 bis 1977 Revue internationale d’onomastique, ab 1983 Nouvelle Revue d’onomastique). Dauzat trat 1947 offiziell in den Ruhestand, lehrte aber noch bis zu seinem Tod weiter an der EPHE.
1971 wurde der Prix Albert Dauzat begründet, der alle zwei Jahre an verdiente Orts- und Personennamenforscher vergeben wird.

## Weitere Werke

### Französische Sprache allgemein (und Frankoprovenzalisch)
- La Langue française d’aujourd’hui, évolution, problèmes actuels. Paris 1908
- La Vie du langage. Paris 1910, 1922, Hildesheim 2001
- La défense de la langue française. Paris 1912
- Les argots de métiers franco-provençaux. Paris 1917, Genf 1976
- L’Argot de la guerre, d’après une enquête auprès des officiers et soldats. Paris 1918, 2007
- La philosophie du langage. Paris 1927, 1993
- Les Argots. Paris 1928
- Histoire de la langue française. Paris 1930
- (Hrsg.) Où en sont les études de français. Paris 1935
- Dictionnaire étymologique de la langue française. Paris 1938 (zusammen mit Jean Dubois und Henri Mitterand); Nouveau dictionnaire étymologique et historique. Paris 1964, 2. Auflage 1971, 4. Auflage 1980, 1991, 1993, 2005
- Tableau de la langue française. Paris 1939, 1967
- Le Génie de la langue française. Paris 1942, 1954, 1979
- Les Etapes de la langue française. Paris 1944, 4. Auflage 1956 (Que sais-je? 167)
- Etudes de linguistique française. Paris 1945
- Voyage à travers les mots. Paris 1946
- Grammaire raisonnée de la langue française. Lyon 1947, 3. Auflage Paris 1952
- Précis d’histoire de la langue et du vocabulaire français. Paris 1949
- Phonétique et grammaire historiques de la langue française. Paris 1950
- Le Guide du bon usage. Paris 1954

### Namenforschung
- Les Noms de personnes. Paris 1925, 4. Auflage 1950
- Les Noms de lieux. Paris 1926, 1937
- La Toponymie française. Paris 1939, 1960, 1971
- Les noms de famille de France. Traité d’anthroponymie française. Paris 1945, 1949, 1977, 1988
- Dictionnaire étymologique des noms de famille et prénoms de France. Paris 1951 (überarbeitet und erweitert von Marie-Thérèse Morlet), Paris 1967, 1980, Paris 2001
- Dictionnaire étymologique des noms de rivières et de montagnes en France (zusammen mit Gaston Deslandes, hrsg. von Charles Rostaing). Paris 1962, 1982
- (zusammen mit Charles Rostaing [1904–1999]) Dictionnaire étymologique des noms de lieux de France. Paris 1963, Paris 1989

### Sprachgeographie
- Études linguistiques sur la Basse-Auvergne: Phonétique historique du patois de Vinzelles (Puy-de-Dôme). Morphologie du patois de Vinzelles. Géographie phonétique d’une région de la Basse-Auvergne. Glossaire étymologique du patois de Vinzelles. 4 Bände.  Paris 1897, 1900, 1906, Montpellier 1915
- Essais de géographie linguistique. Paris 1914
- Le Français et l’anglais, langues internationales. Paris 1915
- Essais de géographie linguistique. Noms d’animaux. Paris 1921
- La Géographie linguistique. Paris 1922, 1943
- Les Patois. Paris 1927
- Essais de géographie linguistique. Nouvelle série. Paris 1938
- L’Europe linguistique. Paris 1940, 2. Auflage Paris 1953

### Geographie und Reise
- L’Italie nouvelle. Paris 1909
- Pour qu’on voyage. Essai sur l’art de bien voyager. Paris 1911
- L’Espagne telle qu’elle est. Paris 1912
- L’Expansion italienne. Paris 1914
- Un mois dans les Alpes. Paris 1922
- Le Rhône des Alpes à la mer. Paris 1928
- L’Autriche. Paris 1938, Grenoble 1946
- Le Village et le paysan de France. Paris 1941, 1949
- La Vie rurale en France des origines à nos jours. Paris 1946, 1950

### Weitere Schriften
- Impressions et choses vues: juillet-décembre 1914. Neuchâtel 1916
- Légendes, Prophéties et Superstitions de la Guerre. Paris [1919]
- Poèmes de la douleur et du souvenir (avec une préface de Georges Lecomte). Paris 1936
- Olympio. En descendant le fleuve, poèmes. Paris 1937
- Éphémérides 1914–1915. Paris 1937